# Eotetranychus jiujiangensis
Eotetranychus jiujiangensis är en spindeldjursart som beskrevs av Wang och Ma 1992. Eotetranychus jiujiangensis ingår i släktet Eotetranychus och familjen Tetranychidae. Inga underarter finns listade i Catalogue of Life.